# Erich Musil
Erich Musil (29. Oktober 1906 in Olmütz – 25. Januar 1968 in Schwäbisch Gmünd) war ein österreichischer Film- und Theaterschauspieler.

## Leben
Musil trat unter anderem im Deutschen Theater Berlin sowie im  Preußischen Staatstheater auf, hatte 1935 eine Rolle im Ferdinand-Raimund-Stück Der Verschwender an der Freien Volksbühne Berlin und spielte 1937 den Faust bei den Römerberg-Festspielen. Des Weiteren gehörte er zum Ensemble des Nationaltheaters Mannheim.
In der neu synchronisierten Fassung von 1963 des Filmes Der dritte Mann sprach er den Baron Kurtz (Ernst Deutsch).

## Filmographie
- 1936: Drei Mäderl um Schubert
- 1942: Der Fall Rainer
- 1944: Musik in Salzburg
- 1955: Unruhige Nacht
- 1962: Affäre Blum
- 1963: Dantons Tod
- 1963: Der Mantel